# رودخانه کلرادو
رودخانه کلرادو (به انگلیسی: Colorado river) از رودخانههای بلند ایالات متحده آمریکا و رودخانه‌ایست که از گرند کنیون می‌گذرد.
این رودخانه از دو کشور مکزیک و آمریکا و از پنج ایالت یوتا، آریزونا، نوادا، کلرادو و کالیفرنیا عبور می‌کند و مهم‌ترین رودخانه ایالات متحده جنوب غربی و مکزیک شمال غربی محسوب می‌شود. سد هوور بر روی این رودخانه، در مرز نوادا و آریزونا و در چند کیلومتری شرق لاس وگاس ساخته شده‌است. سد گلن کنیون نیز بر روی همین رودخانه بسته شده‌است.
در زبان بومی سرخ‌پوستان منطقه، به این رودخانه «'Aha Kwahwat» می‌گویند.
این رودخانه ۲۳۰۰ کیلومتر طول داشته و به خلیج کالیفرنیا می‌ریزد.
سرچشمه این رودخانه در ارتفاعات پارک ملی کوه راکی می‌باشد.

## نگارخانه

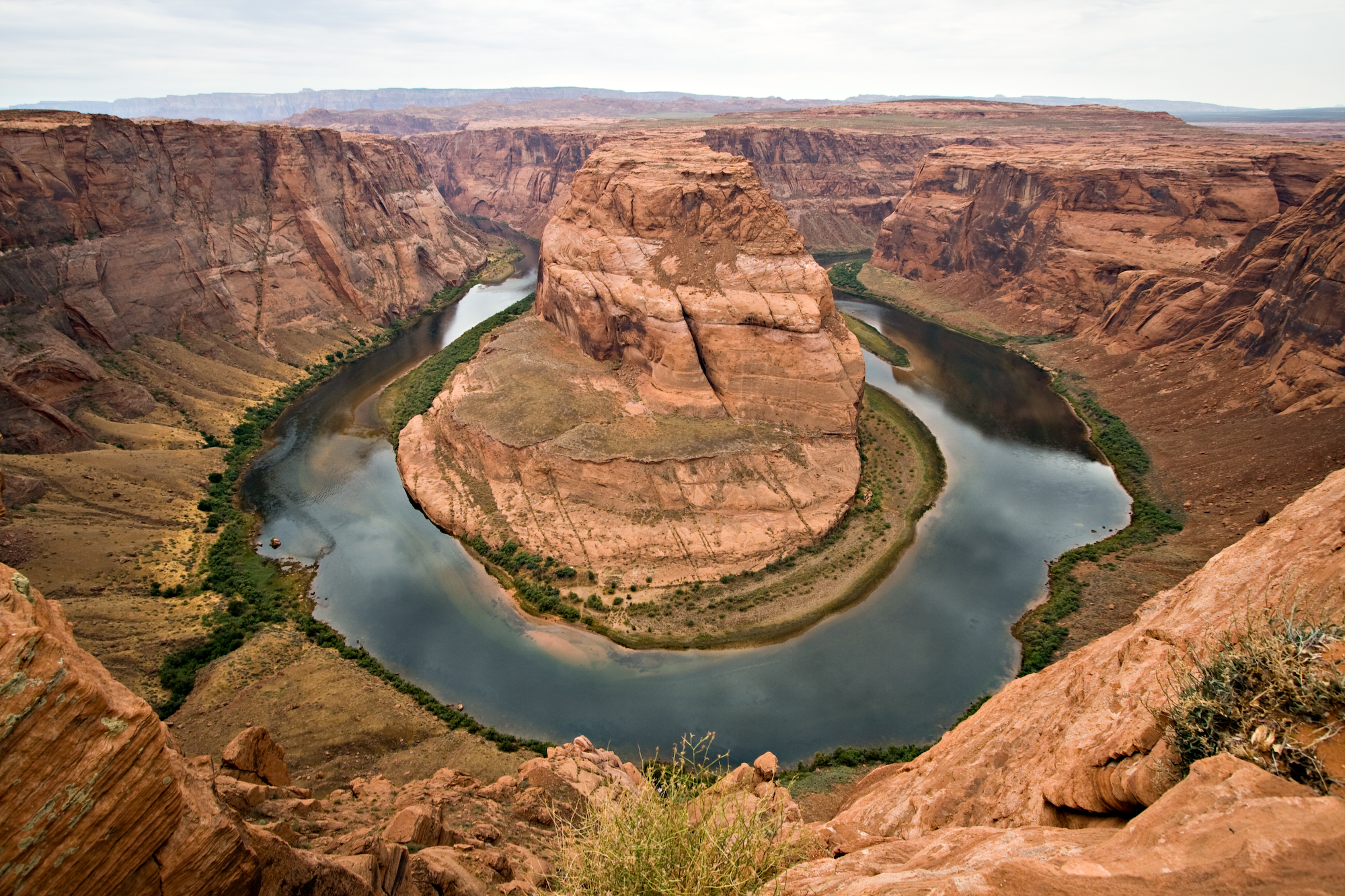
" پیچ نعل اسبی در غرب گراند کنیون
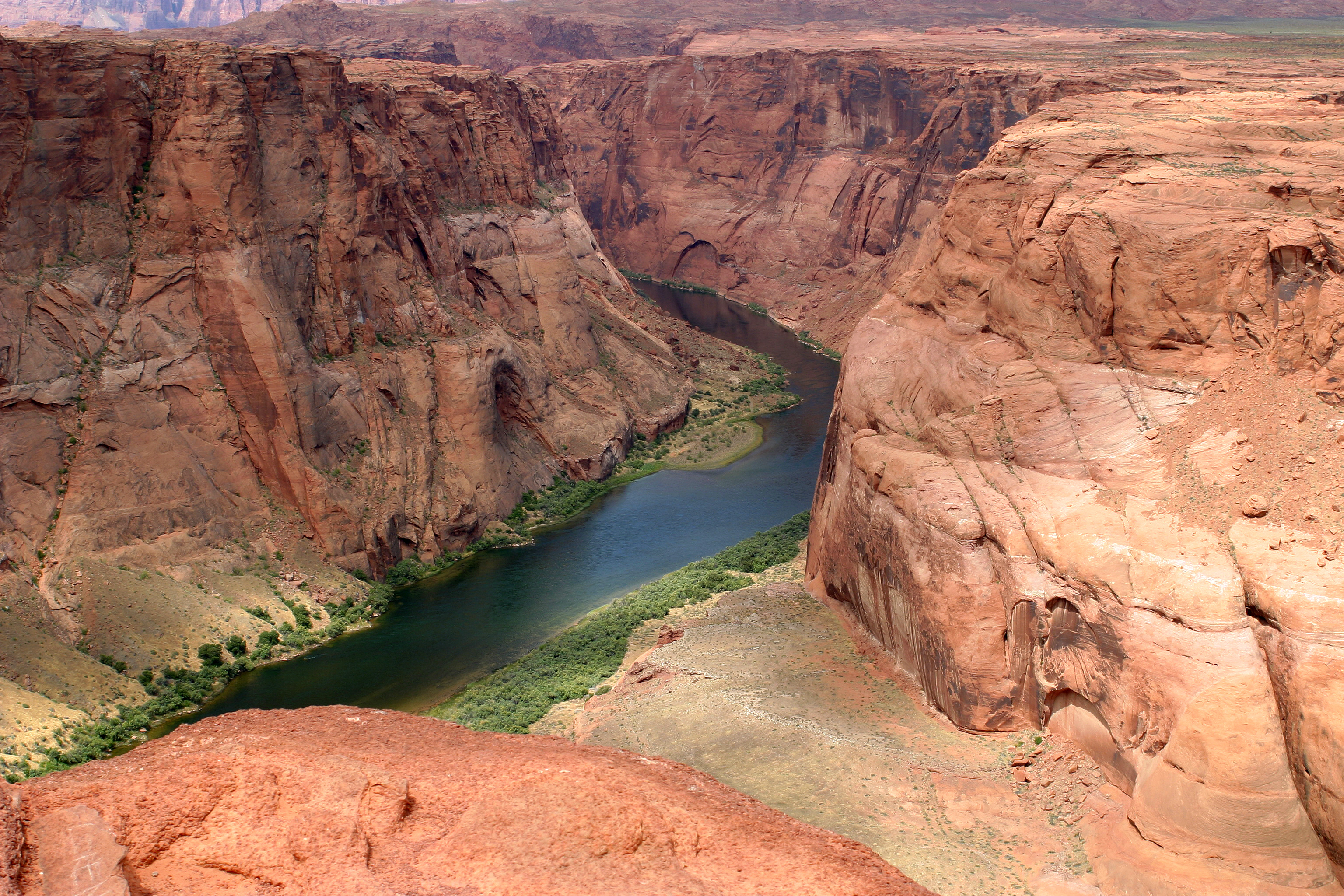
نمایی از رودخانه کلرادو در شمال شرقی منطقه گراند کنیون